# بول ملك اليونان
الملك بول (باليونانية: Παύλος Αʹ)‏ (14 ديسمبر 1901 - 6 مارس 1964) , ملك اليونان (1 أبريل 1947 - 6 مارس 1964) خلفا لأخيه الملك جورج الثاني وخلفه ابنه الملك قسطنطين الثاني.
وهو شقيق كل من الملك جورج الثاني والملك ألكسندر الأول وأبو الملك قسطنطين الثاني.
ولد بول في أثينا، وهو الابن الثالث للملك قسطنطين الثاني وزوجته الأميرة صوفيا من بروسيا تم تدريبه كضابط في البحرية.
في 9 يناير 1938، تزوج بول فريدريكا من هانوفر في أثينا.
ورزقوا بثلاثة أطفال هم:
- الملكة صوفيا، ملكة إسبانيا (مواليد 1938)
- الملك قسطنطين الثاني، ملك اليونان (من مواليد 1940)
- إيرين أميرة اليونان والدنمارك (مواليد 1942)

## روابط خارجية
- بول ملك اليونان على موقع الموسوعة البريطانية (الإنجليزية)
- بول ملك اليونان على موقع مونزينجر (الألمانية)
- بول ملك اليونان على موقع إن إن دي بي (الإنجليزية)
- بول ملك اليونان على موقع أوليمبيديا (الإنجليزية)